# Lista de faróis da Espanha

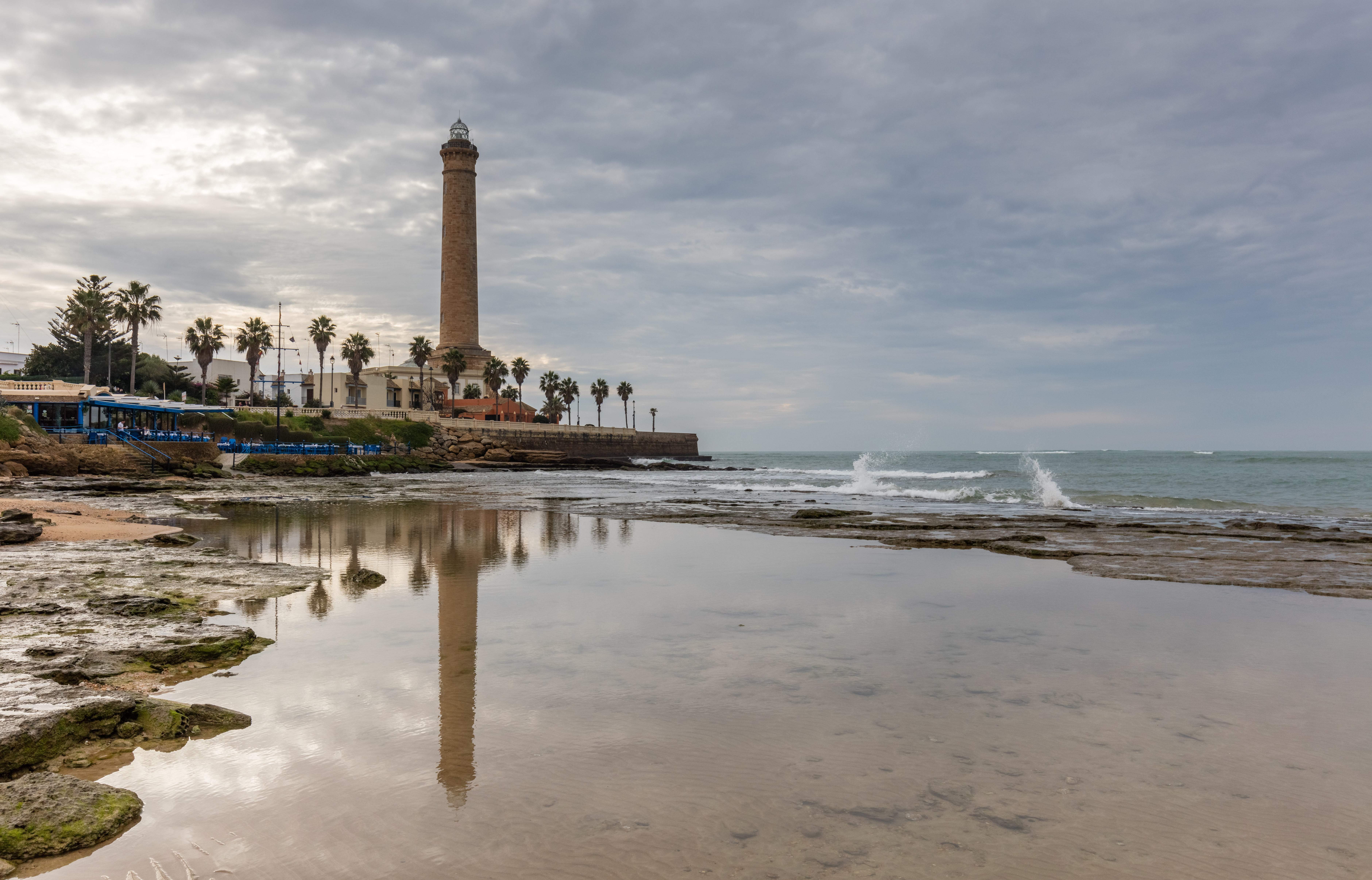
Farol de Chipiona

Esta lista reúne todos os faróis da Espanha a partir dos dados fornecidos pelo Ministério de Fomento da Espanha. A gestão dos faróis da Espanha está delegada nas autoridades portuárias de cada comunidade autónoma ou província. Os faróis da Espanha estão regidos pela Lei 62/1997, de 26 de dezembro, de modificação da Lei 27/1992, de 24 de novembro, de Portos do Estado e da Marinha Mercante. Como desenvolvimento desta lei, em 1996 se publicou uma Ordem Ministerial que determinava a estrutura e funcionamento da Comissão de Faróis de Espanha, órgão colegial ligado ao Ministério de Fomento. Segundo a Portos do Estado, em 2017 existiam 188 faróis em serviço como ajuda à navegação, enquanto o Catálogo de faróis com valor patrimonial da Espanha apontava nesse mesmo ano 191. A seguir mostrar-se-á a lista dos faróis que aparecem em ambos documentos:

## Características
Segundo a Real Academia Espanhola, um farol é uma «torre alta na costa, com luz na sua parte superior, para que durante a noite sirva de sinal aos navegantes».  Por outro lado, a Comissão de Faróis da Espanha «considera Farol à ajuda visual à que não lhe é de aplicação o Sistema de boías marítimas IALA, com uma luz de alcance nominal igual ou superior a 10 milhas náuticas, sendo seu objetivo prestar serviço à navegação geral. Alguns sinais que têm um alcance nominal igual ou superior a 10 milhas náuticas, mas que não têm a tipologia clássica de um farol ou têm outras funções (enfiamento, por exemplo) se lhes denomina “Luzes destacadas”».

## Lista de faróis
| Farol                                  | Imagem                                                         | Localização & Coordenadas                                               | Província / Comunidade          | Autoridade Portuária                           | Corpo de água    | Ano de construção | Altura do suporte | Altura do plano focal | Alcance        |
| -------------------------------------- | -------------------------------------------------------------- | ----------------------------------------------------------------------- | ------------------------------- | ---------------------------------------------- | ---------------- | ----------------- | ----------------- | --------------------- | -------------- |
| Adra                                   |                                                                | Adra 36°44′53″N 3°01′52″W / 36.74796°N 3.03098°W                        | Almeria Andaluzia               | Autoridade Portuária de Almeria                | Mar Mediterrâneo | 1889              | 26 m (85 pé)      | 49 m (161 pé)         | 16 nmi (30 km) |
| Águilas                                |                                                                | Águilas 37°24′06″N 1°34′41″W / 37.40169°N 1.57802°W                     | Múrcia                          | Autoridade Portuária de Cartagena              | Mar Mediterrâneo | 1860              | 23 m (75 pé)      | 30 m (98 pé)          | 13 nmi (24 km) |
| Ahorcados                              |                                                                | Ilha dos Ahorcados 38°48′52″N 1°24′42″E / 38.81451°N 1.41178°E          | Baleares                        | Autoridade Portuária das Baleares              | Mar Mediterrâneo | 1856              | 17 m (56 pé)      | 27 m (89 pé)          | 10 nmi (19 km) |
| Albir                                  |                                                                | L'Alfàs del Pi 38°33′49″N 0°03′00″W / 38.56363°N 0.05007°W              | Alicante Comunidade Valenciana  | Autoridade Portuária de Alicante               | Mar Mediterrâneo | 1863              | 8 m (26 pé)       | 112 m (367 pé)        | 15 nmi (28 km) |
| Alcanada                               |                                                                | Maiorca 39°50′07″N 3°10′16″E / 39.83541°N 3.17117°E                     | Baleares                        | Baleares                                       | Mar Mediterrâneo | 1861              | 15 m (49 pé)      | 25 m (82 pé)          | 11 nmi (20 km) |
| Almeria (San Telmo)                    |                                                                | Almeria 36°49′42″N 2°29′32″W / 36.82845°N 2.49231°W                     | Almeria Andaluzia               | Almeria                                        | Mar Mediterrâneo | 1865              | 7 m (23 pé)       | 77 m (253 pé)         | 19 nmi (35 km) |
| Arenas Blancas                         |                                                                | La Palma 28°34′12″N 17°45′38″W / 28.56992°N 17.76056°W                  | Santa Cruz de Tenerife Canárias | Autoridade Portuária de Santa Cruz de Tenerife | Oceano Atlântico | 1997              | 38 m (125 pé)     | 46 m (151 pé)         | 20 nmi (37 km) |
| Avilés                                 |                                                                | Avilés 43°35′44″N 5°56′43″W / 43.59559°N 5.94533°W                      | Astúrias                        | Autoridade Portuária de Avilés                 | Oceano Atlântico | 1863              | 14 m (46 pé)      | 40 m (131 pé)         | 20 nmi (37 km) |
| Bleda Plana                            |                                                                | Ibiza 38°58′47″N 1°09′32″E / 38.97984°N 1.15902°E                       | Baleares                        | Baleares                                       | Mar Mediterrâneo | 1972              | 8 m (26 pé)       | 28 m (92 pé)          | 10 nmi (19 km) |
| Botafoc                                |                                                                | Ibiza 38°54′15″N 1°27′14″E / 38.90416°N 1.45388°E                       | Baleares                        | Baleares                                       | Mar Mediterrâneo | 1861              | 16 m (52 pé)      | 31 m (102 pé)         | 14 nmi (26 km) |
| Buenavista                             |                                                                | Tenerife 28°23′28″N 16°50′11″W / 28.39108°N 16.83650°W                  | Santa Cruz de Tenerife Canárias | S.C. Tenerife                                  | Oceano Atlântico | 1997              | 40 m (131 pé)     | 76 m (249 pé)         | 20 nmi (37 km) |
| Cabo Canet                             |                                                                | Canet de Berenguer 39°40′28″N 0°12′28″W / 39.67449°N 0.20765°W          | Valência Comunidade Valenciana  | Autoridade Portuária de Valência               | Mar Mediterrâneo | 1904              | 30 m (98 pé)      | 33 m (108 pé)         | 20 nmi (37 km) |
| Cabo de Gata                           |                                                                | Cabo de Gata 36°43′18″N 2°11′34″W / 36.72165°N 2.19288°W                | Almeria Andaluzia               | Almeria                                        | Mar Mediterrâneo | 1863              | 19 m (62 pé)      | 55 m (180 pé)         | 24 nmi (44 km) |
| Cabo de Huertas                        |                                                                | Alicante 38°21′11″N 0°24′18″W / 38.35299°N 0.4049°W                     | Alicante Comunidade Valenciana  | Alicante                                       | Mar Mediterrâneo | 1856              | 9 m (30 pé)       | 38 m (125 pé)         | 14 nmi (26 km) |
| Cabo de la Nao                         |                                                                | Cabo de la Nao 38°43′58″N 0°13′48″E / 38.73284°N 0.230005°E             | Alicante Comunidade Valenciana  | Alicante                                       | Mar Mediterrâneo | 1928              | 20 m (66 pé)      | 122 m (400 pé)        | 23 nmi (43 km) |
| Cabo de Palos                          |                                                                | Cabo de Palos 37°38′05″N 0°41′25″W / 37.63468°N 0.69026°W               | Múrcia                          | Cartagena                                      | Mar Mediterrâneo | 1865              | 51 m (167 pé)     | 81 m (266 pé)         | 23 nmi (43 km) |
| Cabo de San Antonio                    |                                                                | Cabo San Antonio 38°48′11″N 0°11′51″E / 38.80307°N 0.197421°E           | Alicante Comunidade Valenciana  | Alicante                                       | Mar Mediterrâneo | 1855              | 17 m (56 pé)      | 175 m (574 pé)        | 26 nmi (48 km) |
| Cabo de Santa Pola                     |                                                                | Santa Pola 38°12′34″N 0°30′49″W / 38.20951°N 0.51367°W                  | Alicante Comunidade Valenciana  | Alicante                                       | Mar Mediterrâneo | 1858              | 15 m (49 pé)      | 152 m (499 pé)        | 16 nmi (30 km) |
| Cabo Mayor                             |                                                                | Santander 43°29′25″N 3°47′27″W / 43.49041°N 3.79077°W                   | Cantábria                       | Autoridade Portuária de Santander              | Oceano Atlântico | 1839              | 30 m (98 pé)      | 91 m (299 pé)         | 21 nmi (39 km) |
| Cabo Sacratif                          |                                                                | Costa Tropical 36°41′40″N 3°28′06″W / 36.69444°N 3.46830°W              | Granada Andaluzia               | Autoridade Portuária de Motril                 | Mar Mediterrâneo | 1863              | 17 m (56 pé)      | 98 m (322 pé)         | 25 nmi (46 km) |
| Cabo Tiñoso                            |                                                                | Campo de Cartagena 37°32′08″N 1°06′29″W / 37.53543°N 1.10810°W          | Múrcia                          | Cartagena                                      | Mar Mediterrâneo | 1859              | 10 m (33 pé)      | 146 m (479 pé)        | 24 nmi (44 km) |
| Cabo Tortosa                           |                                                                | Delta do Ebro 40°42′56″N 0°55′42″E / 40.7155°N 0.92847°E                | Tarragona Catalunha             | Autoridade Portuária de Tarragona              | Mar Mediterrâneo | 1864/1984         | 18 m (59 pé)      | 18 m (59 pé)          | 14 nmi (26 km) |
| Cala Figuera                           |                                                                | Maiorca 39°27′27″N 2°31′21″E / 39.45749°N 2.52237°E                     | Baleares                        | Baleares                                       | Mar Mediterrâneo | 1860              | 24 m (79 pé)      | 45 m (148 pé)         | 22 nmi (41 km) |
| Calaburras                             |                                                                | Mijas 36°30′27″N 4°38′23″W / 36.50737°N 4.63979°W                       | Málaga Andaluzia                | Autoridade Portuária de Málaga                 | Mar Mediterrâneo | 1863              | 25 m (82 pé)      | 46 m (151 pé)         | 18 nmi (33 km) |
| Calella                                |                                                                | Calella 41°36′29″N 2°38′47″E / 41.60816°N 2.64637°E                     | Barcelona Catalunha             | Autoridade Portuária de Barcelona              | Mar Mediterrâneo | 1859              | 10 m (33 pé)      | 50 m (164 pé)         | 18 nmi (33 km) |
| Camarinal                              |                                                                | Tarifa 36°05′24″N 5°48′38″W / 36.09010°N 5.81047°W                      | Cádis Andaluzia                 | Autoridade Portuária da Bahia de Algeciras     | Oceano Atlântico | 1989              | 20 m (66 pé)      | 75 m (246 pé)         | 13 nmi (24 km) |
| Candás                                 |                                                                | Candás 43°35′40″N 5°45′39″W / 43.59443°N 5.76097°W                      | Astúrias                        | Autoridade Portuária de Gijón                  | Oceano Atlântico | 1904              | 12 m (39 pé)      | 40 m (131 pé)         | 15 nmi (28 km) |
| Cabo Blanco                            |                                                                | Maiorca 39°21′49″N 2°47′16″E / 39.36351°N 2.78780°E                     | Baleares                        | Baleares                                       | Mar Mediterrâneo | 1863              | 12 m (39 pé)      | 95 m (312 pé)         | 15 nmi (28 km) |
| Cabo de Artrutx                        |                                                                | Minorca 39°55′21″N 3°49′27″E / 39.92258°N 3.82424°E                     | Baleares                        | Baleares                                       | Mar Mediterrâneo | 1859              | 34 m (112 pé)     | 45 m (148 pé)         | 18 nmi (33 km) |
| Cabo de Barbaria                       |                                                                | Formentera 38°38′28″N 1°23′22″E / 38.6411°N 1.38951°E                   | Baleares                        | Baleares                                       | Mar Mediterrâneo | 1972              | 19 m (62 pé)      | 78 m (256 pé)         | 20 nmi (37 km) |
| Cabo de Cavallería                     |                                                                | Minorca 40°05′21″N 4°05′32″E / 40.08909°N 4.09227°E                     | Baleares                        | Baleares                                       | Mar Mediterrâneo | 1857              | 15 m (49 pé)      | 94 m (308 pé)         | 22 nmi (41 km) |
| Cabo de Creus                          |                                                                | Cabo de Creus 42°19′08″N 3°18′57″E / 42.31891°N 3.31592°E               | Girona Catalunha                | Barcelona                                      | Mar Mediterrâneo | 1853              | 11 m (36 pé)      | 87 m (285 pé)         | 20 nmi (37 km) |
| Cabo Gros (ou de Ponta Grossa)         |                                                                | Maiorca 39°47′50″N 2°40′54″E / 39.7971°N 2.68161°E                      | Baleares                        | Baleares                                       | Mar Mediterrâneo | 1842              | 22 m (72 pé)      | 120 m (394 pé)        | 19 nmi (35 km) |
| Cabo Salinas                           |                                                                | Maiorca 39°15′55″N 3°03′12″E / 39.26521°N 3.05341°E                     | Baleares                        | Baleares                                       | Mar Mediterrâneo | 1870              | 17 m (56 pé)      | 17 m (56 pé)          | 11 nmi (20 km) |
| Capdepera                              |                                                                | Maiorca 39°42′56″N 3°28′39″E / 39.71558°N 3.47752°E                     | Baleares                        | Baleares                                       | Mar Mediterrâneo | 1861              | 18 m (59 pé)      | 76 m (249 pé)         | 20 nmi (37 km) |
| Cabo Busto                             |                                                                | Valdés 43°34′10″N 6°28′11″W / 43.56934°N 6.46963°W                      | Astúrias                        | Avilés                                         | Oceano Atlântico | 1858              | 9 m (30 pé)       | 86 m (282 pé)         | 25 nmi (46 km) |
| Cabo Corrubedo                         |                                                                | Ribeira 42°34′35″N 9°05′24″W / 42.57627°N 9.09009°W                     | Corunha Galiza                  | Autoridade Portuária de Villagarcia de Arosa   | Oceano Atlântico | 1854              | 14 m (46 pé)      | 32 m (105 pé)         | 15 nmi (28 km) |
| Cabo de Ajo                            |                                                                | Bareyo 43°30′42″N 3°35′43″W / 43.51155°N 3.59529°W                      | Cantábria                       | Santander                                      | Oceano Atlântico | 1930              | 8 m (26 pé)       | 71 m (233 pé)         | 17 nmi (31 km) |
| Cabo Finisterra                        |                                                                | Cabo Finisterra 42°52′56″N 9°16′19″W / 42.88236°N 9.27196°W             | Corunha Galiza                  | Autoridade Portuária da Corunha                | Oceano Atlântico | 1853              | 17 m (56 pé)      | 143 m (469 pé)        | 23 nmi (43 km) |
| Cabo Higuer                            |                                                                | Cabo Higuer 43°23′31″N 1°47′31″W / 43.392°N 1.79194°W                   | Guipúzcoa País Basco            | Autoridade Portuária de Pasaia                 | Oceano Atlântico | 1881              | 21 m (69 pé)      | 65 m (213 pé)         | 23 nmi (43 km) |
| Cabo Machichaco                        |                                                                | Bermeo 43°27′15″N 2°45′10″W / 43.45419°N 2.75270°W                      | Biscaia País Basco              | Autoridade Portuária de Bilbao                 | Oceano Atlântico | 1852              | 20 m (66 pé)      | 122 m (400 pé)        | 24 nmi (44 km) |
| Cabo Ortegal                           |                                                                | Cariño 43°46′16″N 7°52′13″W / 43.77107°N 7.87018°W                      | Corunha Galiza                  | Autoridade Portuária de Ferrol-San Cipriano    | Oceano Atlântico | 1954              | 10 m (33 pé)      | 124 m (407 pé)        | 18 nmi (33 km) |
| Cabo Peñas                             |                                                                | Gozón 43°39′20″N 5°50′55″W / 43.65559°N 5.84856°W                       | Astúrias                        | Gijón                                          | Oceano Atlântico | 1852              | 18 m (59 pé)      | 117 m (384 pé)        | 35 nmi (65 km) |
| Cabo Prior                             |                                                                | Ferrol 43°34′03″N 8°18′52″W / 43.56761°N 8.31453°W                      | Corunha Galiza                  | Ferrol-San Ciprián                             | Oceano Atlântico | 1853              | 7 m (23 pé)       | 107 m (351 pé)        | 22 nmi (41 km) |
| Cabo Prioriño                          |                                                                | Ferrol 43°27′32″N 8°20′25″W / 43.45879°N 8.34033°W                      | Corunha Galiza                  | Ferrol-San Ciprián                             | Oceano Atlântico | 1854              | 5 m (16 pé)       | 36 m (118 pé)         | 23 nmi (43 km) |
| Cabo Roche                             |                                                                | Conil de la Frontera 36°17′44″N 6°08′24″W / 36.29553°N 6.13992°W        | Cádis Andaluzia                 | Autoridade Portuária de Cádis                  | Oceano Atlântico | Século XVI        | 20 m (66 pé)      | 45 m (148 pé)         | 20 nmi (37 km) |
| Cabo San Agustín                       |                                                                | Coaña 43°33′49″N 6°44′03″W / 43.56359°N 6.73403°W                       | Astúrias                        | Avilés                                         | Oceano Atlântico | 1945              | 25 m (82 pé)      | 72 m (236 pé)         | 25 nmi (46 km) |
| Cabo Silleiro                          |                                                                | Baiona 42°06′16″N 8°53′48″W / 42.10436°N 8.89655°W                      | Pontevedra Galiza               | Autoridade Portuária de Vigo                   | Oceano Atlântico | 1862              | 30 m (98 pé)      | 85 m (279 pé)         | 24 nmi (44 km) |
| Cabo Trafalgar                         |                                                                | Cabo Trafalgar 36°10′58″N 6°02′06″W / 36.18289°N 6.03510°W              | Cádis Andaluzia                 | Cádis                                          | Oceano Atlântico | 1862              | 34 m (112 pé)     | 51 m (167 pé)         | 22 nmi (41 km) |
| Cabo Vidío                             |                                                                | Oviñana 43°35′36″N 6°14′34″W / 43.59328°N 6.24284°W                     | Astúrias                        | Avilés                                         | Oceano Atlântico | 1950              | 9 m (30 pé)       | 101 m (331 pé)        | 25 nmi (46 km) |
| Cabo Villano                           |                                                                | Cabo Vilán 43°09′37″N 9°12′39″W / 43.16041°N 9.21093°W                  | Corunha Galiza                  | Corunha                                        | Oceano Atlântico | 1854/1896         | 25 m (82 pé)      | 104 m (341 pé)        | 28 nmi (52 km) |
| Carbonera                              |                                                                | La Alcaidesa 36°14′40″N 5°18′05″W / 36.24452°N 5.30129°W                | Cádis Andaluzia                 | Algeciras                                      | Mar Mediterrâneo | Século XVII       | 14 m (46 pé)      | 39 m (128 pé)         | 14 nmi (26 km) |
| Castelló                               |                                                                | Castelló de la Plana 39°58′07″N 0°01′40″E / 39.96864°N 0.02784°E        | Castelló Comunidade Valenciana  | Autoridade Portuária de Castelló               | Mar Mediterrâneo | 1867              | 27 m (89 pé)      | 32 m (105 pé)         | 14 nmi (26 km) |
| Forte de Santa Ana                     |                                                                | Castro-Urdiales 43°23′05″N 3°12′53″W / 43.38461°N 3.21475°W             | Cantábria                       | Santander                                      | Oceano Atlântico | 1853              | 16 m (52 pé)      | 49 m (161 pé)         | 20 nmi (37 km) |
| Chipiona                               |                                                                | Chipiona 36°44′16″N 6°26′32″W / 36.73787°N 6.44224°W                    | Cádis Andaluzia                 | Autoridade Portuária de Sevilha                | Oceano Atlântico | 1865              | 62 m (203 pé)     | 69 m (226 pé)         | 25 nmi (46 km) |
| Citadela de Minorca                    |                                                                | Minorca 39°59′46″N 3°49′22″E / 39.99621°N 3.82276°E                     | Baleares                        | Baleares                                       | Mar Mediterrâneo | 1863              | 13 m (43 pé)      | 21 m (69 pé)          | 14 nmi (26 km) |
| Columbretes                            |                                                                | Ilhas Columbretes 39°53′59″N 0°41′11″E / 39.89981°N 0.68642°E           | Castelló Comunidade Valenciana  | Castelló                                       | Mar Mediterrâneo | 1859              | 20 m (66 pé)      | 85 m (279 pé)         | 21 nmi (39 km) |
| Conejera                               |                                                                | Ibiza 38°59′37″N 1°12′45″E / 38.99361°N 1.21262°E                       | Baleares                        | Baleares                                       | Mar Mediterrâneo | 1857              | 18 m (59 pé)      | 85 m (279 pé)         | 18 nmi (33 km) |
| Cudillero                              |                                                                | Cudillero 43°33′55″N 6°08′41″W / 43.56541°N 6.14469°W                   | Astúrias                        | Avilés                                         | Oceano Atlântico | 1858              | 10 m (33 pé)      | 44 m (144 pé)         | 16 nmi (30 km) |
| Cullera                                |                                                                | Cullera 39°11′11″N 0°13′01″W / 39.18651°N 0.21697°W                     | Valência Comunidade Valenciana  | Autoridade Portuária de Valência               | Mar Mediterrâneo | 1858              | 16 m (52 pé)      | 28 m (92 pé)          | 19 nmi (35 km) |
| Dique Juan Carlos I                    |                                                                | Huelva 37°06′29″N 6°49′56″W / 37.108125°N 6.832349°W                    | Huelva Andaluzia                | Autoridade Portuária de Huelva                 | Oceano Atlântico | 1983              | 26 m (85 pé)      | 31 m (102 pé)         | 12 nmi (22 km) |
| El Rompido                             |                                                                | Cartaya 37°13′07″N 7°07′37″W / 37.21848°N 7.12683°W                     | Huelva Andaluzia                | Huelva                                         | Oceano Atlântico | 1861              | 29 m (95 pé)      | 43 m (141 pé)         | 24 nmi (44 km) |
| En Pou                                 |                                                                | Formentera 38°47′56″N 1°25′18″E / 38.79902°N 1.42162°E                  | Baleares                        | Baleares                                       | Mar Mediterrâneo | 1864              | 25 m (82 pé)      | 28 m (92 pé)          | 10 nmi (19 km) |
| Escombreras                            |                                                                | Campo de Cartagena 37°33′33″N 0°58′08″W / 37.55912°N 0.96889°W          | Múrcia                          | Cartagena                                      | Mar Mediterrâneo | 1864              | 8 m (26 pé)       | 65 m (213 pé)         | 17 nmi (31 km) |
| Estaca de Bares                        |                                                                | Estaca de Bares 43°47′10″N 7°41′03″W / 43.78623°N 7.68430°W             | Corunha Galiza                  | Ferrol-S. Ciprián                              | Oceano Atlântico | 1850              | 10 m (33 pé)      | 101 m (331 pé)        | 25 nmi (46 km) |
| Estaçio                                |                                                                | La Manga 37°44′45″N 0°43′33″W / 37.74572°N 0.72592°W                    | Múrcia                          | Cartagena                                      | Mar Mediterrâneo | 1862              | 29 m (95 pé)      | 32 m (105 pé)         | 14 nmi (26 km) |
| Es Vedrá                               |                                                                | Ilha de Es Vedrá 38°52′01″N 1°11′58″E / 38.866946°N 1.199427°E          | Baleares                        | Baleares                                       | Mar Mediterrâneo | 1926              | 3 m (10 pé)       | 21 m (69 pé)          | 11 nmi (20 km) |
| Fangar                                 |                                                                | Delta do Ebro 40°47′26″N 0°46′06″E / 40.79058°N 0.76830°E               | Tarragona Catalunha             | Tarragona                                      | Mar Mediterrâneo | 1864              | 18 m (59 pé)      | 20 m (66 pé)          | 12 nmi (22 km) |
| Favàritx                               |                                                                | Minorca 39°59′50″N 4°16′01″E / 39.99724°N 4.26684°E                     | Baleares                        | Baleares                                       | Mar Mediterrâneo | 1922              | 28 m (92 pé)      | 47 m (154 pé)         | 21 nmi (39 km) |
| Formentor                              |                                                                | Maiorca 39°57′41″N 3°12′46″E / 39.96145°N 3.21271°E                     | Baleares                        | Baleares                                       | Mar Mediterrâneo | 1863              | 22 m (72 pé)      | 210 m (689 pé)        | 24 nmi (44 km) |
| Fuencaliente                           |                                                                | La Palma 28°27′19″N 17°50′35″W / 28.45528°N 17.84308°W                  | Santa Cruz de Tenerife Canárias | S.C. Tenerife                                  | Oceano Atlântico | 1903              | 24 m (79 pé)      | 36 m (118 pé)         | 14 nmi (26 km) |
| Garrucha                               |                                                                | Garrucha 37°10′24″N 1°49′26″W / 37.17336°N 1.82394°W                    | Almeria Andaluzia               | Almeria                                        | Mar Mediterrâneo | 1880              | 10 m (33 pé)      | 19 m (62 pé)          | 13 nmi (24 km) |
| Gorliz                                 |                                                                | Gorliz 43°26′00″N 2°56′38″W / 43.43347°N 2.94379°W                      | Biscaia País Basco              | Bilbao                                         | Oceano Atlântico | 1991              | 21 m (69 pé)      | 165 m (541 pé)        | 22 nmi (41 km) |
| Guetaria (San Antón)                   |                                                                | Ratón de Getaria 43°18′38″N 2°12′05″W / 43.31047°N 2.20130°W            | Guipúzcoa País Basco            | Pasaia                                         | Oceano Atlântico | 1863              | 14 m (46 pé)      | 93 m (305 pé)         | 21 nmi (39 km) |
| Ilha de Sálvora                        |                                                                | Sálvora 42°27′57″N 9°00′47″W / 42.46586°N 9.01308°W                     | Pontevedra Galiza               | Villagarcía de Arosa                           | Oceano Atlântico | 1852              | 16 m (52 pé)      | 40 m (131 pé)         | 21 nmi (39 km) |
| Ilha de Aire                           |                                                                | Minorca 39°47′58″N 4°17′35″E / 39.79945°N 4.293180°E                    | Baleares                        | Baleares                                       | Mar Mediterrâneo | 1860              | 38 m (125 pé)     | 53 m (174 pé)         | 18 nmi (33 km) |
| Ilha de Ons                            |                                                                | Ilha de Ons 42°22′57″N 8°56′11″W / 42.38244°N 8.93639°W                 | Pontevedra Galiza               | Autoridade Portuária de Marin                  | Oceano Atlântico | 1865              | 12 m (39 pé)      | 127 m (417 pé)        | 25 nmi (46 km) |
| Ilha Pancha                            |                                                                | Ribadeu 43°33′24″N 7°02′31″W / 43.55654°N 7.04204°W                     | Lugo Galiza                     | Ferrol-San Ciprián                             | Oceano Atlântico | 1859              | 13 m (43 pé)      | 28 m (92 pé)          | 21 nmi (39 km) |
| Ilhas Sisargas                         |                                                                | Malpica de Bergantiños 43°21′36″N 8°50′40″W / 43.35991°N 8.84457°W      | Corunha Galiza                  | Corunha                                        | Oceano Atlântico | 1853              | 11 m (36 pé)      | 110 m (361 pé)        | 23 nmi (43 km) |
| Ilhas Medas                            |                                                                | Ilhas Medas 42°02′53″N 3°13′18″E / 42.04792°N 3.22168°E                 | Girona Catalunha                | Barcelona                                      | Mar Mediterrâneo | 1868              | 11 m (36 pé)      | 87 m (285 pé)         | 14 nmi (26 km) |
| Irta                                   |                                                                | Alcossebre 40°15′36″N 0°18′14″E / 40.25996°N 0.30381°E                  | Castelló Comunidade Valenciana  | Castelló                                       | Mar Mediterrâneo | 1990              | 28 m (92 pé)      | 33 m (108 pé)         | 14 nmi (26 km) |
| Ilha de Alborão                        |                                                                | Ilha de Alborão 35°56′17″N 3°02′07″W / 35.93800°N 3.03534°W             | Almeria Andaluzia               | Almeria                                        | Mar Mediterrâneo | 1876              | 20 m (66 pé)      | 40 m (131 pé)         | 10 nmi (19 km) |
| Ilha de Isabel II (o Ilhas Chafarinas) |                                                                | Melilha 35°11′01″N 2°25′51″W / 35.18352°N 2.43097°W                     | Melilha                         | Autoridade Portuária de Melilha                | Mar Mediterrâneo | 1899              | 18 m (59 pé)      | 52 m (171 pé)         | 8 nmi (15 km)  |
| Ilha de Santa Clara                    |                                                                | Ilha de Santa Clara 43°19′19″N 1°59′54″W / 43.32188°N 1.99827°W         | Guipúscoa País Basco            | Pasaia                                         | Oceano Atlântico | 1864              | 10 m (33 pé)      | 53 m (174 pé)         | 9 nmi (17 km)  |
| La Banya                               |                                                                | Sant Carles de la Ràpita 40°33′38″N 0°39′41″E / 40.56046°N 0.66150°E    | Tarragona Catalunha             | Tarragona                                      | Mar Mediterrâneo | 1864              | 26 m (85 pé)      | 27 m (89 pé)          | 12 nmi (22 km) |
| La Creu                                |                                                                | Maiorca 39°47′49″N 2°41′22″E / 39.79695°N 2.68940°E                     | Baleares                        | Baleares                                       | Mar Mediterrâneo | 1864              | 13 m (43 pé)      | 35 m (115 pé)         | 10 nmi (19 km) |
| A Guia                                 |                                                                | Vigo 42°15′34″N 8°42′08″W / 42.25953°N 8.70213°W                        | Pontevedra Galiza               | Vigo                                           | Oceano Atlântico | 1844              | 21 m (69 pé)      | 37 m (121 pé)         | 15 nmi (28 km) |
| La Higuera                             |                                                                | Matalascañas 37°00′27″N 6°34′08″W / 37.00746°N 6.56879°W                | Huelva Andaluzia                | Huelva                                         | Oceano Atlântico | 1901              | 24 m (79 pé)      | 47 m (154 pé)         | 20 nmi (37 km) |
| La Isleta                              |                                                                | Gran Canaria 28°10′27″N 15°25′08″W / 28.17408°N 15.41897°W              | Las Palmas Canárias             | Autoridade Portuária de Las Palmas             | Oceano Atlântico | 1865              | 10 m (33 pé)      | 249 m (817 pé)        | 21 nmi (39 km) |
| La Mola                                |                                                                | Formentera 38°39′48″N 1°35′03″E / 38.66337°N 1.58430°E                  | Baleares                        | Baleares                                       | Mar Mediterrâneo | 1861              | 22 m (72 pé)      | 142 m (466 pé)        | 23 nmi (43 km) |
| La Plata                               |                                                                | Pasaia 43°20′05″N 1°56′02″W / 43.33472°N 1.93395°W                      | Guipúzcoa País Basco            | Pasaia                                         | Oceano Atlântico | 1855              | 13 m (43 pé)      | 153 m (502 pé)        | 13 nmi (24 km) |
| Lastres                                |                                                                | Lastres 43°32′02″N 5°18′01″W / 43.53397°N 5.30032°W                     | Astúrias                        | Gijón                                          | Oceano Atlântico | 1993              | 18 m (59 pé)      | 118 m (387 pé)        | 23 nmi (43 km) |
| Llanes                                 |                                                                | Llanes 43°25′13″N 4°44′53″W / 43.42014°N 4.74810°W                      | Astúrias                        | Gijón                                          | Oceano Atlântico | 1860              | 8 m (26 pé)       | 18 m (59 pé)          | 15 nmi (28 km) |
| Llebeig                                |                                                                | Ilha Dragonera 39°34′27″N 2°18′17″E / 39.57417°N 2.30460°E              | Baleares                        | Baleares                                       | Mar Mediterrâneo | 1910              | 15 m (49 pé)      | 130 m (427 pé)        | 21 nmi (39 km) |
| Llobregat                              |                                                                | Delta do Llobregat 41°19′30″N 2°09′08″E / 41.32503°N 2.15226°E          | Barcelona Catalunha             | Barcelona                                      | Mar Mediterrâneo | 1852              | 31 m (102 pé)     | 32 m (105 pé)         | 23 nmi (43 km) |
| Luarca                                 |                                                                | Luarca 43°32′59″N 6°31′56″W / 43.54972°N 6.53221°W                      | Astúrias                        | Avilés                                         | Oceano Atlântico | 1862              | 9 m (30 pé)       | 65 m (213 pé)         | 14 nmi (26 km) |
| Farol de Málaga                        |                                                                | Málaga 36°42′51″N 4°24′52″W / 36.71416°N 4.41453°W                      | Málaga Andaluzia                | Málaga                                         | Mar Mediterrâneo | 1816              | 37 m (121 pé)     | 38 m (125 pé)         | 25 nmi (46 km) |
| Marbella                               |                                                                | Marbella 36°30′26″N 4°53′24″W / 36.50725°N 4.88995°W                    | Málaga Andaluzia                | Málaga                                         | Mar Mediterrâneo | 1923              | 29 m (95 pé)      | 35 m (115 pé)         | 22 nmi (41 km) |
| Maspalomas                             |                                                                | Gran Canaria 27°44′06″N 15°35′56″W / 27.73513°N 15.5989°W               | Las Palmas Canárias             | Las Palmas                                     | Oceano Atlântico | 1889              | 56 m (184 pé)     | 60 m (197 pé)         | 19 nmi (35 km) |
| Mazarrón                               |                                                                | Mazarrón 37°33′38″N 1°15′16″W / 37.56045°N 1.25444°W                    | Múrcia                          | Cartagena                                      | Mar Mediterrâneo | 1862              | 11 m (36 pé)      | 65 m (213 pé)         | 15 nmi (28 km) |
| Melilha                                |                                                                | Melilha 35°17′40″N 2°55′57″W / 35.29434°N 2.93243°W                     | Melilha                         | Melilha                                        | Mar Mediterrâneo | 1894              | 12 m (39 pé)      | 40 m (131 pé)         | 14 nmi (26 km) |
| Mesa Roldán                            |                                                                | Carboneras 36°56′30″N 1°54′24″W / 36.94168°N 1.90673°W                  | Almeria Andaluzia               | Almeria                                        | Mar Mediterrâneo | 1863              | 18 m (59 pé)      | 222 m (728 pé)        | 23 nmi (43 km) |
| Monte de Faro                          |                                                                | Ilhas Cíes 42°12′51″N 8°54′57″W / 42.21412°N 8.91571°W                  | Pontevedra Galiza               | Vigo                                           | Oceano Atlântico | 1853              | 10 m (33 pé)      | 187 m (614 pé)        | 22 nmi (41 km) |
| Montjuic                               |                                                                | Montjuic 41°21′40″N 2°09′57″E / 41.36098°N 2.16595°E                    | Barcelona Catalunha             | Barcelona                                      | Mar Mediterrâneo | 1906              | 13 m (43 pé)      | 108 m (354 pé)        | 26 nmi (48 km) |
| Morro Jable                            |                                                                | Fuerteventura 28°02′46″N 14°19′59″W / 28.04613°N 14.333°W               | Las Palmas Canárias             | Las Palmas                                     | Oceano Atlântico | 1991              | 59 m (194 pé)     | 62 m (203 pé)         | 20 nmi (37 km) |
| Monte Igueldo                          |                                                                | San Sebastián 43°19′21″N 2°00′37″W / 43.32259°N 2.01033°W               | Guipúzcoa País Basco            | Pasaia                                         | Oceano Atlântico | 1855              | 13 m (43 pé)      | 130 m (427 pé)        | 26 nmi (48 km) |
| Mouro                                  |                                                                | Santander 43°28′24″N 3°45′21″W / 43.47328°N 3.75585°W                   | Cantábria                       | Santander                                      | Oceano Atlântico | 1860              | 18,70 m (61 pé)   | 41,50 m (136 pé)      | 11 nmi (20 km) |
| n'Ensiola                              |                                                                | Ilha de Cabrera 39°07′45″N 2°55′17″E / 39.12919°N 2.92145°E             | Baleares                        | Baleares                                       | Mar Mediterrâneo | 1870              | 21 m (69 pé)      | 121 m (397 pé)        | 20 nmi (37 km) |
| Nules                                  |                                                                | Nules 39°49′36″N 0°06′37″W / 39.82659°N 0.11020°W                       | Castelló Comunidade Valenciana  | Castelló                                       | Mar Mediterrâneo | 1992              | 36 m (118 pé)     | 38 m (125 pé)         | 14 nmi (26 km) |
| Oropesa del Mar                        |                                                                | Oropesa del Mar 40°05′00″N 0°08′48″E / 40.08320°N 0.14669°E             | Castelló Comunidade Valenciana  | Castelló                                       | Mar Mediterrâneo | 1857              | 13 m (43 pé)      | 24 m (79 pé)          | 21 nmi (39 km) |
| Palamós                                |                                                                | Palamós 41°50′30″N 3°07′45″E / 41.84153°N 3.12908°E                     | Girona Catalunha                | Barcelona                                      | Mar Mediterrâneo | 1865              | 8 m (26 pé)       | 22 m (72 pé)          | 18 nmi (33 km) |
| Peñíscola                              |                                                                | Peníscola 40°21′30″N 0°24′30″E / 40.35835°N 0.40827°E                   | Castelló Comunidade Valenciana  | Castelló                                       | Mar Mediterrâneo | 1899              | 11 m (36 pé)      | 56 m (184 pé)         | 23 nmi (43 km) |
| Peñón de Vélez da Gomera               |                                                                | Peñón de Vélez de la Gomera 35°10′22″N 4°18′03″W / 35.17278°N 4.30092°W | Melilha                         | Melilha                                        | Mar Mediterrâneo | 1859              | 6 m (20 pé)       | 47 m (154 pé)         | 12 nmi (22 km) |
| Pescador                               |                                                                | Santoña 43°27′51″N 3°26′08″W / 43.46424°N 3.43564°W                     | Cantábria                       | Santander                                      | Oceano Atlântico | 1864              | 13 m (43 pé)      | 39 m (128 pé)         | 17 nmi (31 km) |
| Portmán                                |                                                                | Campo de Cartagena 37°34′45″N 0°50′32″W / 37.57920°N 0.84222°W          | Múrcia                          | Cartagena                                      | Mar Mediterrâneo | 1865              | 8 m (26 pé)       | 49 m (161 pé)         | 13 nmi (24 km) |
| Porto Colom                            |                                                                | Maiorca 39°24′50″N 3°16′14″E / 39.41402°N 3.27065°E                     | Baleares                        | Baleares                                       | Mar Mediterrâneo | 1863              | 25 m (82 pé)      | 42 m (138 pé)         | 20 nmi (37 km) |
| Portopí                                |                                                                | Maiorca 39°32′55″N 2°37′25″E / 39.54858°N 2.62362°E                     | Baleares                        | Baleares                                       | Mar Mediterrâneo | 1300              | 38 m (125 pé)     | 41 m (135 pé)         | 18 nmi (33 km) |
| Porto da Cruz                          |                                                                | Tenerife 28°25′07″N 16°33′15″W / 28.41850°N 16.55405°W                  | Santa Cruz de Tenerife Canárias | S.C. Tenerife                                  | Oceano Atlântico | 1996              | 27 m (89 pé)      | 31 m (102 pé)         | 16 nmi (30 km) |
| Porto do Rosário                       |                                                                | Fuerteventura 28°30′19″N 13°50′37″W / 28.50534°N 13.84371°W             | Las Palmas Canárias             | Las Palmas                                     | Oceano Atlântico | 1992              | 43 m (141 pé)     | 48 m (157 pé)         | 20 nmi (37 km) |
| Cabo Abona                             |                                                                | Tenerife 28°08′53″N 16°25′38″W / 28.14818°N 16.42718°W                  | Santa Cruz de Tenerife Canárias | S.C. Tenerife                                  | Oceano Atlântico | 1902              | 39 m (128 pé)     | 54 m (177 pé)         | 17 nmi (31 km) |
| Cabo Almina                            |                                                                | Ceuta 35°53′54″N 5°16′51″W / 35.89835°N 5.28079°W                       | Ceuta                           | Autoridade Portuária de Ceuta                  | Mar Mediterrâneo | 1851              | 16 m (52 pé)      | 148 m (486 pé)        | 22 nmi (41 km) |
| Cabo Atalaia (ou São Cipriano)         |                                                                | Cervo 43°42′02″N 7°26′12″W / 43.7005°N 7.4368°W                         | Lugo Galiza                     | Ferrol-São Cipriano                            | Oceano Atlântico | 1860              | 14 m (46 pé)      | 41 m (135 pé)         | 15 nmi (28 km) |
| Cabo Cavalo                            |                                                                | Ilha de Arousa 42°34′21″N 8°53′02″W / 42.57242°N 8.88399°W              | Pontevedra Galiza               | Villagarcía de Arosa                           | Oceano Atlântico | 1853              | 5 m (16 pé)       | 13 m (43 pé)          | 10 nmi (19 km) |
| Cabo Candelaria                        |                                                                | Cedeira 43°42′39″N 8°02′50″W / 43.71083°N 8.04709°W                     | Corunha Galiza                  | Ferrol-San Ciprián                             | Oceano Atlântico | 1954              | 9 m (30 pé)       | 89 m (292 pé)         | 21 nmi (39 km) |
| Ponta do Carneiro                      |                                                                | Ponta do Carneiro 36°04′37″N 5°25′34″W / 36.07707°N 5.42619°W           | Cádis Andaluzia                 | Algeciras                                      | Mar Mediterrâneo | 1608              | 19 m (62 pé)      | 42 m (138 pé)         | 16 nmi (30 km) |
| Cabo Cumplida                          |                                                                | La Palma 28°50′20″N 17°46′41″W / 28.83901°N 17.77814°W                  | Santa Cruz de Tenerife Canárias | S.C. Tenerife                                  | Oceano Atlântico | 1867              | 34 m (112 pé)     | 63 m (207 pé)         | 23 nmi (43 km) |
| Cabo de Anaga                          |                                                                | Tenerife 28°34′53″N 16°08′24″W / 28.58132°N 16.14003°W                  | Santa Cruz de Tenerife Canárias | S.C. Tenerife                                  | Oceano Atlântico | 1864              | 12 m (39 pé)      | 247 m (810 pé)        | 21 nmi (39 km) |
| Cabo de Arinaga                        |                                                                | Gran Canaria 27°51′51″N 15°23′05″W / 27.86407°N 15.38464°W              | Las Palmas Canárias             | Las Palmas                                     | Oceano Atlântico | 1891              | 13 m (43 pé)      | 47 m (154 pé)         | 16 nmi (30 km) |
| Cabo da Mona (A Ferradura)             |                                                                | Costa Tropical 36°43′25″N 3°43′55″W / 36.72364°N 3.73207°W              | Granada Andaluzia               | Motril                                         | Mar Mediterrâneo | 1992              | 14 m (46 pé)      | 140 m (459 pé)        | 15 nmi (28 km) |
| Cabo da Polacra                        | Ficheiro:Torre de Los Lobos (Farol de Punta de la Polacra).jpg | Cabo de Gata 36°50′27″N 2°00′11″W / 36.84095°N 2.00313°W                | Almeria Andaluzia               | Almeria                                        | Mar Mediterrâneo | 1991              | 14 m (46 pé)      | 281 m (922 pé)        | 14 nmi (26 km) |
| Cabo da Avançada (ou de Pollença)      |                                                                | Maiorca 39°53′59″N 3°06′38″E / 39.89985°N 3.11064°E                     | Baleares                        | Baleares                                       | Mar Mediterrâneo | 1899              | 18 m (59 pé)      | 29 m (95 pé)          | 15 nmi (28 km) |
| Cabo dos Banhos                        |                                                                | Poniente Almeriense 36°41′45″N 2°50′51″W / 36.69580°N 2.84745°W         | Almeria Andaluzia               | Almeria                                        | Mar Mediterrâneo | 1992              | 21 m (69 pé)      | 22 m (72 pé)          | 11 nmi (20 km) |
| Cabo da Melenara                       |                                                                | Gran Canaria 27°59′30″N 15°22′05″W / 27.99177°N 15.36792°W              | Las Palmas Canárias             | Las Palmas                                     | Oceano Atlântico | 1905              | 17 m (56 pé)      | 33 m (108 pé)         | 12 nmi (22 km) |
| Cabo de Teno                           |                                                                | Tenerife 28°20′31″N 16°55′22″W / 28.34199°N 16.92285°W                  | Santa Cruz de Tenerife Canárias | S.C. Tenerife                                  | Oceano Atlântico | 1897              | 20 m (66 pé)      | 60 m (197 pé)         | 18 nmi (33 km) |
| Cabo do Castilhete                     |                                                                | Gran Canaria 27°49′10″N 15°46′07″W / 27.81933°N 15.76849°W              | Las Palmas Canárias             | Las Palmas                                     | Oceano Atlântico | 1996              | 20 m (66 pé)      | 114 m (374 pé)        | 17 nmi (31 km) |
| Cabo do Fidalgo                        |                                                                | Tenerife 28°34′35″N 16°19′44″W / 28.57637°N 16.32878°W                  | Santa Cruz de Tenerife Canárias | S.C. Tenerife                                  | Oceano Atlântico | 1991              | 50 m (164 pé)     | 52 m (171 pé)         | 16 nmi (30 km) |
| Cabo de Melonar (Castelo de Ferro)     |                                                                | Costa Tropical 36°43′03″N 3°22′07″W / 36.71741°N 3.36853°W              | Granada Andaluzia               | Motril                                         | Mar Mediterrâneo | 1992              | 12 m (39 pé)      | 237 m (778 pé)        | 14 nmi (26 km) |
| Cabo de Picacho                        |                                                                | Mazagón 37°08′07″N 6°49′33″W / 37.13526°N 6.82593°W                     | Huelva Andaluzia                | Huelva                                         | Oceano Atlântico | 1986              | 25 m (82 pé)      | 52 m (171 pé)         | 25 nmi (46 km) |
| Cabo Delgada (Alegrança)               |                                                                | Alegranza 29°24′12″N 13°29′19″W / 29.40329°N 13.48855°W                 | Las Palmas Canárias             | Las Palmas                                     | Oceano Atlântico | 1865              | 15 m (49 pé)      | 17 m (56 pé)          | 12 nmi (22 km) |
| Cabo Donzela                           |                                                                | Estepona 36°25′01″N 5°09′17″W / 36.41687°N 5.15460°W                    | Málaga Andaluzia                | Málaga                                         | Mar Mediterrâneo | 1863              | 25 m (82 pé)      | 32 m (105 pé)         | 18 nmi (33 km) |
| Cabo Frouxeira                         |                                                                | Valdoviño 43°37′05″N 8°11′18″W / 43.61806°N 8.18836°W                   | Corunha Galiza                  | Ferrol-San Ciprián                             | Oceano Atlântico | 1992              | 30 m (98 pé)      | 75 m (246 pé)         | 20 nmi (37 km) |
| Cabo Galea                             |                                                                | Cabo Galea 43°22′24″N 3°02′10″W / 43.37330°N 3.03608°W                  | Biscaia País Basco              | Bilbao                                         | Oceano Atlântico | 1852              | 8 m (26 pé)       | 84 m (276 pé)         | 19 nmi (35 km) |
| Cabo Insua                             |                                                                | Lariño 42°46′21″N 9°07′30″W / 42.77249°N 9.12503°W                      | Pontevedra Galiza               | Villagarcía de Arosa                           | Oceano Atlântico | 1921              | 14 m (46 pé)      | 27 m (89 pé)          | 15 nmi (28 km) |
| Cabo Jandía                            |                                                                | Fuerteventura 28°03′57″N 14°30′25″W / 28.06572°N 14.50707°W             | Las Palmas Canárias             | Las Palmas                                     | Oceano Atlântico | 1864              | 19 m (62 pé)      | 33 m (108 pé)         | 22 nmi (41 km) |
| Cabo La Entallada                      |                                                                | Fuerteventura 28°13′48″N 13°56′52″W / 28.2301°N 13.94789°W              | Las Palmas Canárias             | Las Palmas                                     | Oceano Atlântico | 1954              | 12 m (39 pé)      | 196 m (643 pé)        | 21 nmi (39 km) |
| Cabo Lava (ou Cabo do Morro)           |                                                                | La Palma 28°35′48″N 17°55′32″W / 28.59667°N 17.92568°W                  | Santa Cruz de Tenerife Canárias | S.C. Tenerife                                  | Oceano Atlântico | 1996              | 48 m (157 pé)     | 51 m (167 pé)         | 20 nmi (37 km) |
| Cabo Laxe                              |                                                                | Laxe 43°13′56″N 9°00′40″W / 43.23214°N 9.01121°W                        | Corunha Galiza                  | Corunha                                        | Oceano Atlântico | 1995              | 11 m (36 pé)      | 66 m (217 pé)         | 20 nmi (37 km) |
| Cabo Martiño                           |                                                                | Ilha de Lobos 28°45′53″N 13°48′54″W / 28.76483°N 13.81490°W             | Las Palmas Canárias             | Las Palmas                                     | Oceano Atlântico | 1865              | 6 m (20 pé)       | 29 m (95 pé)          | 14 nmi (26 km) |
| Cabo Moscarter                         |                                                                | Ibiza 39°07′03″N 1°31′59″E / 39.11762°N 1.53317°E                       | Baleares                        | Baleares                                       | Mar Mediterrâneo | 1977              | 52 m (171 pé)     | 93 m (305 pé)         | 18 nmi (33 km) |
| Cabo Nariga                            |                                                                | Malpica de Bergantiños 43°19′14″N 8°54′36″W / 43.32068°N 8.91010°W      | Corunha Galiza                  | Corunha                                        | Oceano Atlântico | 1998              | 39 m (128 pé)     | 55 m (180 pé)         | 22 nmi (41 km) |
| Cabo Nati                              |                                                                | Minorca 40°03′01″N 3°49′25″E / 40.05021°N 3.82363°E                     | Baleares                        | Baleares                                       | Mar Mediterrâneo | 1913              | 19 m (62 pé)      | 42 m (138 pé)         | 18 nmi (33 km) |
| Cabo Orchilla                          |                                                                | El Hierro 27°42′24″N 18°08′51″W / 27.70666°N 18.14758°W                 | Santa Cruz de Tenerife Canárias | S.C. Tenerife                                  | Oceano Atlântico | 1933              | 25 m (82 pé)      | 132 m (433 pé)        | 24 nmi (44 km) |
| Cabo Pechiguera                        |                                                                | Lanzarote 28°51′21″N 13°52′21″W / 28.85575°N 13.87259°W                 | Las Palmas Canárias             | Las Palmas                                     | Oceano Atlântico | 1866              | 50 m (164 pé)     | 55 m (180 pé)         | 17 nmi (31 km) |
| Cabo de Rasca                          |                                                                | Tenerife 28°00′04″N 16°41′40″W / 28.00109°N 16.69439°W                  | Santa Cruz de Tenerife Canárias | S.C. Tenerife                                  | Oceano Atlântico | 1899              | 32 m (105 pé)     | 51 m (167 pé)         | 17 nmi (31 km) |
| Cabo Roncadoira                        |                                                                | Xove 43°44′09″N 7°31′31″W / 43.73576°N 7.5253°W                         | Lugo Galiza                     | Ferrol-San Ciprián                             | Oceano Atlântico | 1984              | 14 m (46 pé)      | 94 m (308 pé)         | 21 nmi (39 km) |
| Cabo San Emeterio                      |                                                                | Ribadedeva 43°23′58″N 4°32′04″W / 43.39944°N 4.53455°W                  | Astúrias                        | Gijón                                          | Oceano Atlântico | 1864              | 10 m (33 pé)      | 68 m (223 pé)         | 20 nmi (37 km) |
| Cabo Sardina                           | Ficheiro:Farol Punta Sardina Galdar Gran Canaria.jpg           | Gran Canaria 28°09′53″N 15°42′28″W / 28.16464°N 15.70778°W              | Las Palmas Canárias             | Las Palmas                                     | Oceano Atlântico | 1891              | 23 m (75 pé)      | 48 m (157 pé)         | 20 nmi (37 km) |
| Cabo s'Arenella                        |                                                                | El Port de la Selva 42°21′05″N 3°11′13″E / 42.35140°N 3.18702°E         | Girona Catalunha                | Barcelona                                      | Mar Mediterrâneo | 1913              | 13 m (43 pé)      | 22 m (72 pé)          | 13 nmi (24 km) |
| Cabo Silla                             |                                                                | San Vicente de la Barquera 43°23′37″N 4°23′31″W / 43.39360°N 4.39195°W  | Cantábria                       | Santander                                      | Oceano Atlântico | 1871              | 9 m (30 pé)       | 43 m (141 pé)         | 13 nmi (24 km) |
| Ribadesella                            |                                                                | Ribadesella 43°28′22″N 5°04′59″W / 43.47284°N 5.08294°W                 | Astúrias                        | Gijón                                          | Oceano Atlântico | 1861              | 8 m (26 pé)       | 115 m (377 pé)        | 25 nmi (46 km) |
| Rosas                                  |                                                                | Roses 42°14′45″N 3°10′59″E / 42.24587°N 3.18317°E                       | Girona Catalunha                | Barcelona                                      | Mar Mediterrâneo | 1864              | 11 m (36 pé)      | 24 m (79 pé)          | 12 nmi (22 km) |
| Rota                                   |                                                                | Rota 36°36′58″N 6°21′26″W / 36.61601°N 6.35723°W                        | Cádis Andaluzia                 | Cádis                                          | Oceano Atlântico | 1910              | 28 m (92 pé)      | 34 m (112 pé)         | 13 nmi (24 km) |
| Sa Mola                                |                                                                | Maiorca 39°31′54″N 2°21′51″E / 39.53175°N 2.36425°E                     | Baleares                        | Baleares                                       | Mar Mediterrâneo | 1974              | 10 m (33 pé)      | 128 m (420 pé)        | 12 nmi (22 km) |
| Sabinal                                |                                                                | Poniente Almeriense 36°41′13″N 2°42′05″W / 36.68685°N 2.70129°W         | Almeria Andaluzia               | Almeria                                        | Mar Mediterrâneo | 1863              | 32 m (105 pé)     | 34 m (112 pé)         | 16 nmi (30 km) |
| Salou                                  |                                                                | Salou 41°03′21″N 1°10′19″E / 41.05573°N 1.17204°E                       | Tarragona Catalunha             | Tarragona                                      | Mar Mediterrâneo | 1858              | 11 m (36 pé)      | 43 m (141 pé)         | 23 nmi (43 km) |
| São Carlos-Mahón                       |                                                                | Mahón 39°53′23″N 4°15′51″E / 39.889608°N 4.264211°E                     | Baleares                        | Baleares                                       | Mar Mediterrâneo | 1852              | 15 m (49 pé)      | 22 m (72 pé)          | 13 nmi (24 km) |
| São Carlos de la Rápita                |                                                                | Sant Carles de la Ràpita 40°36′28″N 0°35′07″E / 40.607702°N 0.585258°E  | Tarragona Catalunha             | Tarragona                                      | Mar Mediterrâneo | 1864              | 7 m (23 pé)       | 10 m (33 pé)          | 11 nmi (20 km) |
| San Cristóbal                          |                                                                | La Gomera 28°05′46″N 17°06′00″W / 28.09609°N 17.10007°W                 | Santa Cruz de Tenerife Canárias | S.C. Tenerife                                  | Oceano Atlântico | 1903              | 15 m (49 pé)      | 84 m (276 pé)         | 21 nmi (39 km) |
| San Esteban de Pravia                  |                                                                | San Esteban de Pravia 43°34′13″N 6°04′38″W / 43.570167°N 6.077222°W     | Astúrias                        | Avilés                                         | Oceano Atlântico | 1945              | 10 m (33 pé)      | 20 m (66 pé)          | 15 nmi (28 km) |
| San Sebastián                          |                                                                | Forte de São Sebastião 36°31′42″N 6°18′58″W / 36.52833°N 6.31606°W      | Cádis Andaluzia                 | Cádis                                          | Oceano Atlântico | 1913              | 37 m (121 pé)     | 39 m (128 pé)         | 25 nmi (46 km) |
| Sant Cristòfol (o de San Cristóbal)    |                                                                | Vilanova i la Geltru 41°13′01″N 1°44′14″E / 41.21695°N 1.73726°E        | Barcelona Catalunha             | Barcelona                                      | Mar Mediterrâneo | 1866              | 21 m (69 pé)      | 27 m (89 pé)          | 19 nmi (35 km) |
| São Sebastião                          |                                                                | Sant Sebastià de la Guarda 41°53′46″N 3°12′09″E / 41.89620°N 3.20252°E  | Girona Catalunha                | Barcelona                                      | Mar Mediterrâneo | 1857              | 12 m (39 pé)      | 167 m (548 pé)        | 32 nmi (59 km) |
| Santa Catalina                         |                                                                | Lequeitio 43°22′38″N 2°30′36″W / 43.37716°N 2.50996°W                   | Biscaia País Basco              | Bilbao                                         | Oceano Atlântico | 1862              | 13 m (43 pé)      | 46 m (151 pé)         | 17 nmi (31 km) |
| Suances                                |                                                                | Suances 43°26′31″N 4°02′35″W / 43.44204°N 4.04317°W                     | Cantábria                       | Santander                                      | Oceano Atlântico | 1863              | 9 m (30 pé)       | 35 m (115 pé)         | 22 nmi (41 km) |
| Tabarca                                |                                                                | Tabarca 38°09′51″N 0°28′16″W / 38.16408°N 0.47116°W                     | Alicante Comunidade Valenciana  | Alicante                                       | Mar Mediterrâneo | 1854              | 14 m (46 pé)      | 29 m (95 pé)          | 15 nmi (28 km) |
| Tagomago                               |                                                                | Ibiza 39°01′57″N 1°38′57″E / 39.03257°N 1.64909°E                       | Baleares                        | Baleares                                       | Mar Mediterrâneo | 1914              | 23 m (75 pé)      | 86 m (282 pé)         | 21 nmi (39 km) |
| Tapia de Casariego                     |                                                                | Tapia de Casariego 43°34′28″N 6°56′46″W / 43.57444°N 6.94611°W          | Astúrias                        | Avilés                                         | Oceano Atlântico | 1859              | 10 m (33 pé)      | 24 m (79 pé)          | 18 nmi (33 km) |
| Tarifa                                 |                                                                | Ilha de Las Palomas 36°00′04″N 5°36′35″W / 36.00118°N 5.60962°W         | Cádis Andaluzia                 | Algeciras                                      | Oceano Atlântico | 1855              | 33 m (108 pé)     | 41 m (135 pé)         | 26 nmi (48 km) |
| Tazones                                |                                                                | Tazones 43°32′52″N 5°23′57″W / 43.54787°N 5.39905°W                     | Astúrias                        | Gijón                                          | Oceano Atlântico | 1864              | 11 m (36 pé)      | 127 m (417 pé)        | 24 nmi (44 km) |
| Torre del Mar                          |                                                                | Torre del Mar 36°44′06″N 4°05′46″W / 36.73498°N 4.09619°W               | Málaga Andaluzia                | Málaga                                         | Mar Mediterrâneo | 1864              | 28 m (92 pé)      | 30 m (98 pé)          | 13 nmi (24 km) |
| Torre den Beu                          |                                                                | Maiorca 39°19′47″N 3°10′37″E / 39.32966°N 3.17699°E                     | Baleares                        | Baleares                                       | Mar Mediterrâneo | 1853              | 6 m (20 pé)       | 32 m (105 pé)         | 10 nmi (19 km) |
| Torredembarra                          |                                                                | Torredembarra 41°07′56″N 1°23′42″E / 41.13220°N 1.39487°E               | Tarragona Catalunha             | Tarragona                                      | Mar Mediterrâneo | 1987              | 38 m (125 pé)     | 58 m (190 pé)         | 17 nmi (31 km) |
| Torres                                 |                                                                | Gijón 43°34′19″N 5°41′57″W / 43.57189°N 5.69923°W                       | Astúrias                        | Gijón                                          | Oceano Atlântico | 1924              | 12 m (39 pé)      | 82 m (269 pé)         | 18 nmi (33 km) |
| Torrox                                 |                                                                | Torrox 36°43′36″N 3°57′26″W / 36.72655°N 3.95735°W                      | Málaga Andaluzia                | Málaga                                         | Mar Mediterrâneo | 1864              | 23 m (75 pé)      | 29 m (95 pé)          | 20 nmi (37 km) |
| Tossa del Mar                          |                                                                | Tossa del Mar 41°42′56″N 2°56′02″E / 41.71561°N 2.93400°E               | Girona Catalunha                | Barcelona                                      | Mar Mediterrâneo | 1919              | 11 m (36 pé)      | 60 m (197 pé)         | 21 nmi (39 km) |
| Tostón                                 |                                                                | Fuerteventura 28°42′55″N 14°00′49″W / 28.71539°N 14.01368°W             | Las Palmas Canárias             | Las Palmas                                     | Oceano Atlântico | 1897              | 30 m (98 pé)      | 35 m (115 pé)         | 14 nmi (26 km) |
| Touriñán (Toriñana)                    |                                                                | Cabo Touriñán 43°03′12″N 9°17′53″W / 43.05336°N 9.29814°W               | Corunha Galiza                  | Corunha                                        | Oceano Atlântico | 1898              | 14 m (46 pé)      | 65 m (213 pé)         | 24 nmi (44 km) |
| Torre de Hércules                      |                                                                | Corunha 43°23′09″N 8°24′23″W / 43.38594°N 8.40648°W                     | Corunha Galiza                  | Corunha                                        | Oceano Atlântico | Século II         | 49 m (161 pé)     | 106 m (348 pé)        | 23 nmi (43 km) |
| Tramuntana                             |                                                                | Ilha Dragonera 39°35′53″N 2°20′17″E / 39.59803°N 2.33818°E              | Baleares                        | Baleares                                       | Mar Mediterrâneo | 1910              | 15 m (49 pé)      | 67 m (220 pé)         | 14 nmi (26 km) |
| Valência                               |                                                                | Porto de Valência 39°26′57″N 0°18′08″W / 39.44910°N 0.30223°W           | Valência Comunidade Valenciana  | Valência                                       | Mar Mediterrâneo | 1909              | 22 m (72 pé)      | 30 m (98 pé)          | 20 nmi (37 km) |
| Valência (2015)                        |                                                                | Porto de Valência 39°27′18″N 0°17′10″W / 39.454896°N 0.286070°W         | Valência Comunidade Valenciana  | Valência                                       | Mar Mediterrâneo | 2015              | 32 m (105 pé)     |                       | 25 m (82 pé)   |
| Zumaia                                 |                                                                | Zumaia 43°18′08″N 2°15′04″W / 43.30216°N 2.25102°W                      | Guipúscoa País Basco            | Pasaia                                         | Oceano Atlântico | 1882              | 12 m (39 pé)      | 41 m (135 pé)         | 14 nmi (26 km) |